# Pardosa nanica
Pardosa nanica är en spindelart som beskrevs av Cândido Firmino de Mello-Leitão 1941. 
Pardosa nanica ingår i släktet Pardosa och familjen vargspindlar. Inga underarter finns listade i Catalogue of Life.